# Olavtoppen
Olavtoppen är en bergstopp på Bouvetön (Norge).
Den ligger i den norra delen av ön och är den högsta punkten på ön, 780 meter över havet.